# Frode Grodås
Frode Grodås (Volda, Noruega, 24 de octubre de 1964) es un exfutbolista noruego, se desempeñaba como guardameta y actualmente es el entrenador de porteros de la selección de fútbol de Noruega.

## Clubes
| Club                | País       | Años        |
| ------------------- | ---------- | ----------- |
| Sogndal Fotball     | Noruega    | 1982 - 1988 |
| Lillestrøm SK       | Noruega    | 1988 - 1996 |
| Chelsea FC          | Inglaterra | 1996 - 1998 |
| Tottenham Hotspur   | Inglaterra | 1998        |
| Racing de Santander | España     | 1999        |
| FC Schalke 04       | Alemania   | 1999 - 2002 |
| Hønefoss BK         | Noruega    | 2002 - 2004 |
| Lillestrøm SK       | Noruega    | 2007        |

## Palmarés
Lillestrøm SK
- Tippeligaen: 1988-89

Chelsea FC
- FA Cup: 1997

FC Schalke 04
- Copa de Alemania: 2001, 2002

- Datos: Q264613
- Multimedia: Frode Grodås / Q264613